# 이호연 (모델)
이호연(1991년 3월 30일 ~)은 대한민국의 모델이다.

## 방송
- 우리도 국가대표다 (2017)
- 매번 이별하지만 우린 다시 사랑한다 (2018) - 이준 역
- 고양이 바텐더 (2019) - 장군이 역
- 피지컬: 100 시즌 2 - 언더그라운드 (2024) - Top30

## 영화
- 생장점 (2018) - 주연
- 기방도령 (2019) - 비천랑 역
- 카센타 (2019) - 20대 남 역
- 비밀의 정원 (2021) - 형사 역